# Jeremy Jackson
Jeremy Dunn Jackson (Newport Beach, California, 16 de octubre de 1980) es un actor y cantante estadounidense, más conocido por su papel de Hobie Buchannon en la serie de televisión Baywatch.

## Filmografía
- Santa Barbara (1984) TV Series Young Derek Griffin (1990)
- Shout (1991) (V) Young BellRinger
- The Bulkin Trail (1992) (TV) Young Michael Bulkin
- Thunder Alley (1994) (TV) Danny
- Baywatch (TV) Hobie Buchannon #2 (1991–1999)
- Baywatch: White Thunder at Glacier Bay (1998) (V)  Hobie Buchannon
- Baywatch: Hawaiian Wedding (2003) (V) Hobie Buchannon
- Ring of Darkness (2004) (V) Xavier
- The E! True Hollywood Story: Baywatch (2001) (TV) Himself
- Child Star Confidential Teen Idol - E! Entertainment TV (2006) (TV) Himself
- The Tyra Banks Show (2006) (TV) Himself
- The Big Idea with Donny Deutsch CNBC (2006) (TV) Himself
- The View ABC (2006) (TV) Himself
- The Loop g4tv (2006) (TV) Himself
- The E! True Hollywood Story: David Hasselhoff (2006) (TV) Himself
- The Rachael Ray Show (2009) (TV) Himself
- The Tyra Banks Show (2009) (TV) Himself
- Confessions of a Teen Idol (2009) (TV) Himself
- The Untitled Kris Black Project (2010) (V) Caleb
- Celebrity Rehab with Dr. Drew (2011) Himself
- DTLA (2012) as Kevin
- Dreams (2013) DJ Smoove
- Celebrity Big Brother UK (2015) (TV) Himself